# Bădila (Pârscov)
Bădila je vesnice v rumunské župě Buzău. Administrativně je součástí obce Pârscov. Leží 3 km jihozápadně od Pârscova. Okrajem vesnice protéká řeka Buzău. Vede tudy železniční trať z Buzău do Nehoiașu a je zde i zastávka. Žije zde 723 obyvatel.